# Пикок, Иэн Джордж
Иэн Джордж Пикок (англ. Ian George Peacock; 1923—2006) — австралийский сотрудник спецслужб, руководитель контрразведывательного подразделения в составе Австралийской службы безопасности и разведки (ASIO). Участник Второй мировой войны, уорент-офицер Королевских ВВС Австралии. В 1977—1983 годах — источник советской разведки, передававший за вознаграждение резидентуре КГБ СССР в Канберре секретную информацию, в том числе о деятельности разведывательного альянса «Пять глаз» и роли Австралии в этом альянсе. В 1992 году ASIO узнала от MI6 и ЦРУ о деятельности Пикока, однако так и не смогла привлечь его к ответственности.

## Начало карьеры
Иэн Джордж Пикок родился 6 января 1923 года в городе Хобарт, столице австралийского штата Тасмания. Отец — член королевского яхт-клуба Тасмании. Иэн учился в частной школе Джилонг, одной из самых дорогостоящих школ Австралии. 19 июня 1941 года записался добровольцем в Королевские военно-воздушные силы Австралии, служил до 1 февраля 1946 года в составе 452-й эскадрильи. Имел звание уорент-офицера, наградами отмечен не был. Во время учебного полёта в Виктории предстал перед трибуналом за безрассудное поведение во время полёта и пробыл в тюрьме три месяца.
В 1949 году его отец свёл счёты с жизнью. После его смерти Иэн Джордж Пикок вступил в ряды сформировавшейся в том же году Австралийской службы безопасности и разведки: он относился к первому поколению сотрудников ASIO, которых называли «старой гвардией» (англ. old and bold). Он начинал службу в подразделении Operational Base Establishment, которое вело борьбу против советской разведки. Некоторое время он пробыл в Риме, прежде чем вернуться в Сидней. Он работал в штабе ASIO, находившемся тогда в Киррибилли, пригороде Сиднея. По свидетельствам коллег, Пикок был любителем гольфа, характеризовался как представительный, умный и авторитетный человек. К концу 1970-х годов он занимал должность E-супервайзора (англ. supervisor-E) — руководителя контрразведывательного подразделения — и имел допуск к совершенно секретным материалам.

## Начало сотрудничества с КГБ
В 1970-е годы ASIO переживала сложные времена: 16 марта 1973 года с санкции генерального прокурора Лайонела Мёрфи произошли масштабные обыски в штабе ASIO. Последствия обысков привели к тому, что очень много опытных сотрудников подали в отставку, фактически обезглавив спецслужбу, а вскоре у неё сменилось руководство, отошедшее от «военных» принципов лидерства — службу возглавил судья Эдвард Вудворд. В 1974 году премьер-министр Гоф Уитлэм учредил комиссию по расследованию деятельности ASIO, а спустя три года комиссия огласила свои результаты, публично обвинив ASIO в проведении неких «незаконных» операций. Эти скандалы вместе с учётом внешнеполитических событий Холодной войны не могли не ударить по самолюбию Пикока, чья карьера фактически пошла под откос. Фактически они могли принудить его к началу сотрудничества с советской разведкой.
Предполагается, что в 1977 году Пикок впервые установил контакт с легальной резидентурой КГБ СССР в Канберре, действовавшей при советском посольстве; резидентуру тогда возглавлял второй секретарь посольства Геронтий Лазовик. В посольство пришла анонимная посылка с несколькими документами и письмом, в котором автор предлагал за денежное вознаграждение ещё более ценную информацию — секретные документы о деятельности разведывательного альянса «Пять глаз». Членами этого альянса были США, Великобритания, Канада, Австралия и Новая Зеландия: по мнению ветеранов спецслужб, именно Австралия была «слабым звеном» в этом альянсе, которое давало СССР гипотетический шанс заполучить ещё больше ценной информации о работе альянса. Однако Лазовик не был уверен в том, что посылка не является частью какой-либо ловушки спецслужб, а её отправитель — не подставное лицо и не двойной агент. Он переслал посылку в Москву, где её содержимое проверил начальник управления «К» (контрразведки) Первого главного управления генерал Олег Калугин, обсудивший этот вопрос с известным разведчиком Кимом Филби, и тот подтвердил подлинность документов.
Пикок получил оперативный псевдоним «Мира». В июле 1977 года Лазовик вернулся в СССР, где был награждён орденом Красной Звезды, который, как предполагается, был вручён за успешное выполнение задания по вербовке ценного агента. Преемником Лазовика на посту резидента КГБ в Канберре стал Лев Кошляков, занимавший должность первого секретаря и пресс-атташе советского посольства в 1977—1984 годах. При этом личным куратором Пикока стал другой чекист, Юрий Шматков, докладывавший о результатах работы лично в управление «К».

## Передача информации
На протяжении двух лет Пикок был главным агентом советской разведки, собиравшим информацию об альянсе «Пять глаз» и передававшим её своим кураторам: вся эта информация поступала лично председателю КГБ СССР, а позже Генеральному секретарю ЦК КПСС Юрию Андропову, что лишь доказывало важность добываемых Пикоком сведений. Так, Пикок получил доступ к потокам разведывательных данных, предоставляемых американскими спецслужбами ФБР, ЦРУ и АНБ, а также британскими MI5 и MI6. Благодаря агенту «Мира» СССР получил информацию о работе секретной американской станции спутниковой связи Pine Gap, находившейся в Австралии, и смог завербовать новых агентов в альянсе «Пять глаз». Помимо этого, Пикок передал информацию о деятельности ASIO — об объектах, за которыми велось негласное наблюдение; о методах и принципах сбора информации (в том числе прослушке телефонных разговоров); о собранных досье на сотрудников советского посольства и разных советских представительств. Благодаря полученной информации от агента «Мира» КГБ сорвало ряд контрразведывательных мероприятий австралийцев: так, советский военный атташе, служивший в ГРУ, оперативно сменил жильё, не дав ASIO установить за ним наблюдение.
Чтобы избежать слежки от ASIO, куратор австралийца Юрий Шматков регулярно добирался из Канберры в Сидней в багажнике посольского автомобиля. В течение дня он ходил по магазинам и кинотеатрам, а затем поездом или автобусом добирался до парка, где находился тайник: из этого тайника он забирал пакеты с секретными документами, оставляя там вознаграждение. По оценке канадского ветерана разведки Дэна Малвенна (англ. Dan Mulvenna), каждые 5—6 недель в посольство в Канберре приходили посылки с надписью «табак», в которых были спрятаны 50-долларовые банкноты: именно ими выплачивалось вознаграждение Пикоку. Считается, что Пикок нанёс едва ли не самый серьёзный ущерб австралийским спецслужбам.
К 1979 году ASIO заподозрили, что в системе национальной безопасности действует «крот», передающий информацию противнику. Однако мероприятия австралийцев по поиску этого источника утечки ни к чему не приводили, а сам Пикок оставался вне подозрений. Американцы, узнав о проблеме австралийцев, начали ограничивать поток передаваемых в Австралию данных, а в страну был направлен новый резидент ЦРУ с целью разобраться в ситуации. В середине 1980 года тайно работавший на британскую разведку полковник КГБ Олег Гордиевский сообщил британцам о том, что предыдущий «австралийский» резидент Лазовик был удостоен награды за вербовку ценного агента, коим и был искомый «крот». ASIO, получив это сообщение, приступила к собственному расследованию с целью поиска «крота» в своих рядах. Австралийцы решили изучить имевшиеся документы на Лазовика, однако обнаружили, что все 19 томов дела в отношении экс-резидента бесследно пропали. ASIO пришли к парадоксальному выводу, что «крот» действовал не в рядах ASIO, а в какой-то другой организации. Спецслужбы прекратили расследование, так и не выйдя на след Пикока.

## Отставка и раскрытие личности
В 1983 году Пикок вышел в отставку, будучи уже в возрасте 60 лет. До конца своих дней он получал полную государственную пенсию, занявшись игрой в гольф на северных пляжах Сиднея в пригороде Балгоула и став директором местного гольф-клуба. По некоторым данным, незадолго до своего ухода в отставку Пикок получил своё последнее задание — найти нового потенциального агента для нужд советской разведки. В качестве задатка ему вручили сумму в 50 тысяч долларов. По состоянию на 2024 год ASIO так и не установила, сумел ли Пикок отыскать себе полноценную «смену». В некоторых источниках упоминается некий агент «Кен», с которым встретился Пикок, но тот отказался от сотрудничества, а когда ASIO узнали об этом факте и захотели расспросить «Кена», им стало известно, что его уже не было в живых. Сообщалось, что Пикок представил несколько кандидатур советской разведке.
После распада СССР западные спецслужбы получили много ценной информации о работе КГБ от перебежчиков — в частности, от Василия Митрохина, опубликовавшего копии документов из архива КГБ СССР, и от бежавшего на Запад Олега Калугина, который в 2004 году дал интервью телепередаче «Four Corners» и поведал некоторые детали сотрудничества Пикока с КГБ СССР. Среди опубликованных Митрохиным в 1992 году документов было найдено сообщение, в котором упоминалось об уходе агента советской разведки на пенсию: там же сообщалось, что искомый крот успел побывать в Риме и что его жена тоже работала в ASIO. Эти мелкие детали позволили ASIO сократить количество подозреваемых всего до двух лиц.
Одним из подозреваемых был именно Пикок: ASIO начала новое расследование, пытаясь добиться от Пикока признание и оценить масштаб ущерба, но тот не признавал свою вину и отказывался сотрудничать с бывшими коллегами. Другим подозреваемым был переводчик ASIO Джордж Сэдил, который попал на скрытую камеру в тот момент, когда прятал в карманах одежды секретные документы. На допросах он признался, что приносил к себе домой секретные документы, но не разглашал их содержимое. Суд признал его виновным в ненадлежащем обращении с материалами разведки и приговорил к трём месяцам лишения свободы условно, а обвинения в возможном шпионаже так и не получили подтверждений.

## Последние годы жизни
Несмотря на потерю времени при расследовании действий Сэдила, ASIO продолжила разрабатывать Пикока. В документах дела, связанного с утечкой информации, он проходил под псевдонимом «Регатта» (англ. REGATTA); материалы расследования ASIO в отношении Пикока упоминались в так называемом «Отчёте Кука» (англ. Cook Report) за 1994 год, который остаётся засекреченным. На протяжении последующих лет сотрудники австралийских спецслужб неоднократно с ним встречались, пытаясь выбить из него признания, но тот отвергал все обвинения. В интервью они неоднократно осуждали не только его действия, но и денежные мотивы, сподвигшие его на сотрудничество с КГБ. Все попытки ASIO получить хоть какие-то показания от Пикока потерпели неудачу.
В какой-то момент расследование в отношении агента «Мира» даже приостановили с формулировкой «в интересах национальной безопасности». Историк спецслужб Кайл Ортон описывает так одну из попыток «расколоть» Пикока: уставшие от неудач сотрудники ASIO встретились с ним в ресторане на набережной и завели разговор об утечке информации. Пикоку предложили сделку — чистосердечное признание с описанием масштаба нанесённого до 1983 года ущерба в обмен на иммунитет от уголовного преследования и огромную денежную компенсацию. Согласно Ортону, сотрудники принесли чемодан с деньгами, но Пикок просто выбросил его прочь и ушёл.
Иэн Джордж Пикок достаточно спокойно прожил остаток жизни и умер в 2006 году, не представ перед судом. Его имя как «крота» в рядах ASIO было разглашено только в 2023 году после выхода документального сюжета «Предатель» (англ. The Traitor) в телепередаче «Four Corners» (с англ. — «Четыре угла») телекомпании ABC. После выхода сюжета ASIO организовала допросы некоторых своих экс-сотрудников, выступавших в программе — среди них были и участники расследования дела Пикока.